# Palác Babočaj-Gvozdanović
Palác Babočaj-Gvozdanović (chorvatsky Palača Babočaj-Gvozdanović) se nachází v chorvatském hlavním městě Záhřebu, na adrese Visoka ulica 8, v místní části Gornji Grad. Stavba je kulturní památka a je evidována v katalogu chorvatských kulturních památek pod číslem Z-1030.   
Budova vznikla úpravou původního opevnění Záhřebu na přelomu 18. a 19. století. Součástí areálu byla také zahrada, která nicméně během 20. a 21. století zcela zpustla. 
V budově paláce se také nacházela sbírka uměleckých předmětů Anky Gvozdanović, která v budově kdysi žila. Sbírka dokumentuje způsob života výše postavených měšťanů na přelomu 19. a 20. století v současné chorvatské metropoli.